# Smith, Elder & Co.
Smith, Elder & Co. war ein in London ansässiger englischer Verlag, der für die Veröffentlichung der Werke vieler viktorianischer Dichter und die Herausgabe der ersten Auflage des Dictionary of National Biography bekannt ist.

## Geschichte
Smith, Elder & Co. wurde 1816 von den Schotten George Smith (1789–1846) und Alexander Elder (1790–1876) gegründet, die sich zunächst als Buch- und Schreibwarenhändler betätigten. Ab 1819 beschäftigten sie sich mit der Herausgabe von Büchern und Zeitschriften.
1838 übernahm der gleichnamige Sohn von George Smith, George Smith (1824–1901), die Leitung der für die Herausgabe verantwortlichen Abteilung und nach dem Tod seines Vaters dessen Stelle in der Verlagsgesellschaft. Unter seiner Leitung entwickelte sich die Firma sehr erfolgreich und eröffnete eine Zweigstelle in Bombay sowie Agenturen auf der Insel Java und der Westküste von Afrika. Diese beschäftigten sich mit Bankgeschäften und dem Export von Büchern.
Neben vielen anderen Autoren, gab der Verlag die Werke von Matthew Arnold, Robert Browning, Elizabeth Barrett Browning, Charlotte Brontë, Wilkie Collins, Charles Darwin, George Eliot, Elizabeth Gaskell, Harriet Martineau, James Payn (1830–1898), John Ruskin, William Makepeace Thackeray und Anthony Trollope heraus.
Ab 1860 publizierte der Verlag das Cornhill Magazine und gründete 1865 die Pall Mall Gazette. 1882 planten Smith, Elder & Co. die Herausgabe eines Universallexikons mit Biografien der Weltgeschichte. Die 63 Bände des Dictionary of National Biography erschienen von 1885 bis 1901.
1916 wurde die Firma vom Verlag John Murray übernommen.

## Nachweise
- Eintrag beim Scottish Book Trade Archive Inventory der Universität Edinburgh